# Gewann

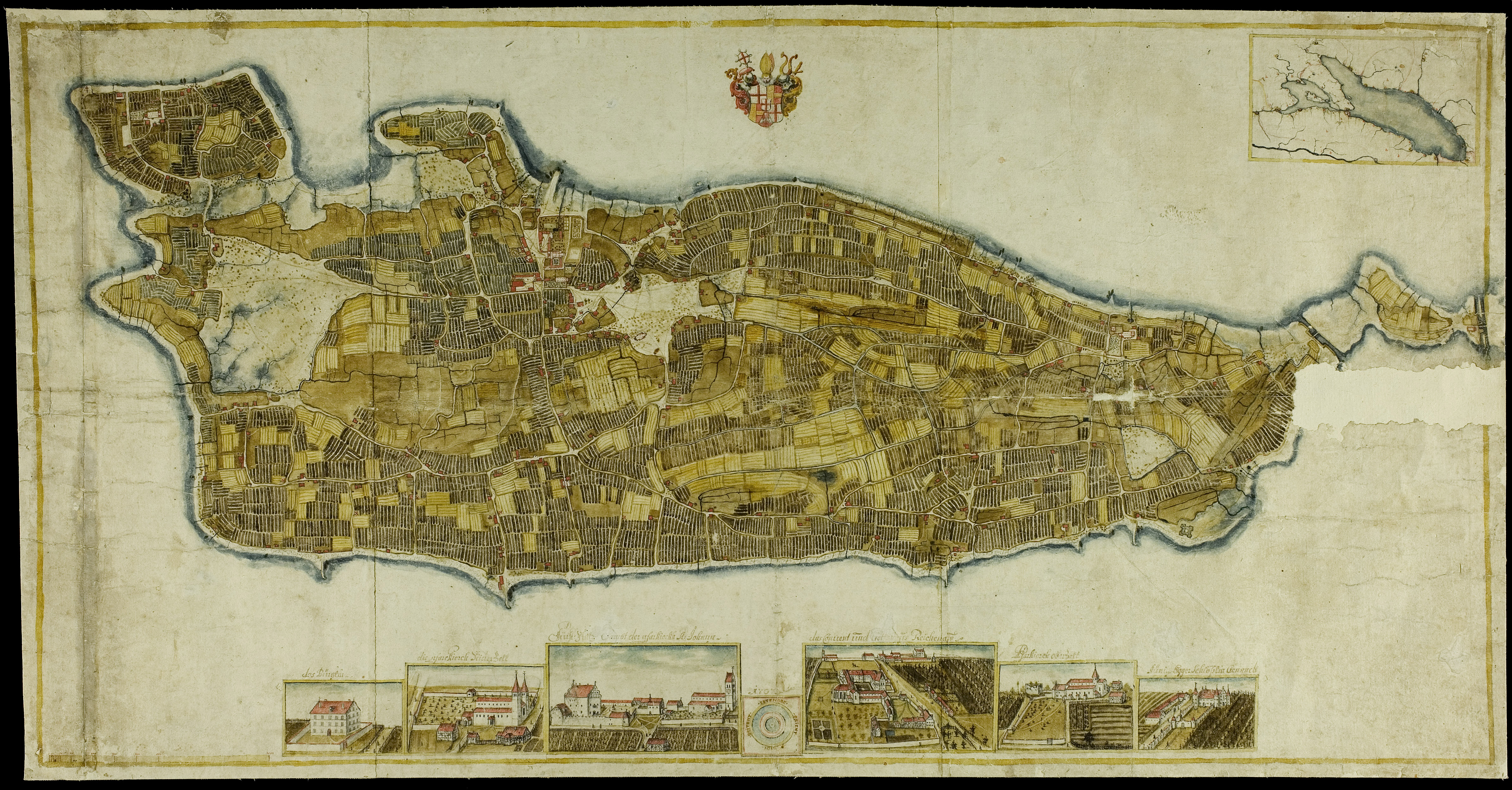
Flurplan der Insel Reichenau von 1707 mit Gewannflur

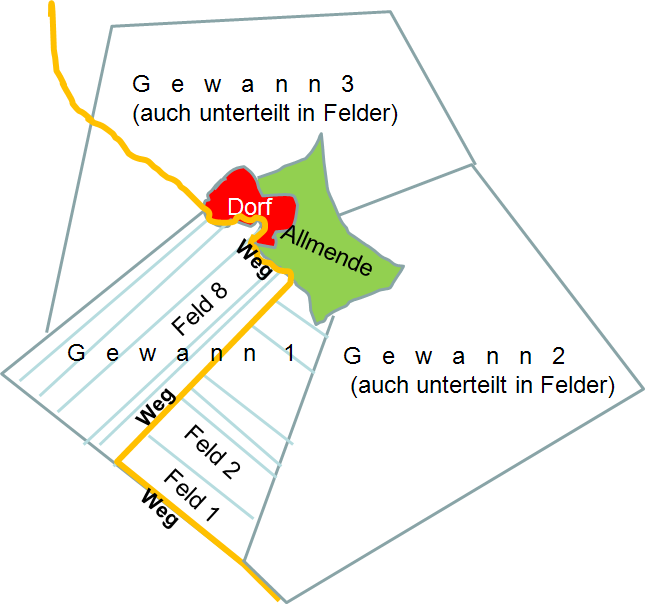
Gewanne um ein Dorf

Die Ausdrücke Gewann (süddeutsch und schweizerisch auch Gewand) und Gewann(e)flur (wahrscheinlich zu althochdeutsch wenden) bezeichnen eine Flurform, die vor allem infolge der zelgengebundenen Dreifelderwirtschaft und des Erbrechts entstand.
Im Zuge der Einführung der Dreifelderwirtschaft wurde die Feldflur einer Siedlung in schmale, streifenförmige Ackerstücke unterteilt, die im Flurzwang bewirtschaftet wurden, d. h. die Arbeiten auf allen Ackerstücken eines Gewanns wurden immer gleichzeitig ausgeführt. Typisch für Gewanne ist, dass die Länge ihrer Felder mindestens das Zehnfache der Breite beträgt. Diese langgestreckte Form ist auf die Schwierigkeit des Wendens mit Pfluggespannen zurückzuführen. Schmalgestreckte Parzellen machten nur wenige Wenden auf dem Vorgewende notwendig.
Gewannfluren sind typisch für den Südwesten Deutschlands sowie für Mitteldeutschland, sie finden sich etwa im Oberrheingraben, im Neckar- und Rheinland, Rheinland-Pfalz, Hessen, Unter- und Mittelfranken, in den Hellweg-, Hildesheimer und Magdeburger Börden sowie im Mittelgebirge. Überall dort wurde Realerbteilung praktiziert, welche bei den Grundstücken immer in Längsrichtung erfolgte.
Mit Einführung der Fruchtwechselwirtschaft und Aufhebung des Flurzwangs wurde die Einteilung in Gewanne überflüssig. In manchen Gegenden wie Südwestdeutschland blieben die Gewannnamen aber erhalten und sind auch in der Flurkarte eingetragen. Sie dienen als Lagebezeichnungen der leichteren Lokalisierung von Flurstücken, anders als die Flurnummer sind sie aber kein notwendiger Bestandteil der eindeutigen Bezeichnung eines Flurstücks.
Gewannflure zeichnen sich mehrheitlich durch fruchtbare und gut zu bearbeitende Böden aus. Agrarökologische Sonderstandorte und die mit ihnen einhergehenden Grenzertragsflächen sind im Gegensatz zur Esch-, Block- und Hufenflur nur selten zu finden. Dementsprechend kommt hier auch eine extensive Landnutzung nur selten vor.

## Frühe Theorie zur Begriffsbildung
In Süddeutschland – vor allem in den noch bis ins 4. Jahrhundert n. Chr. durch die Römer kultivierten Regionen – wird die viel später, erst im 11. Jahrhundert entwickelte Dreifelderwirtschaft als allmählicher „Flurzwang“, bewirkt durch die Gewann-Einteilung, angenommen: 
„Hatten die Germanen sich Land durch das Schwert erworben, so haben die ersten Siedler die Flur gemeinsam in Besitz genommen. Der Boden blieb Gemeingut = Allmende. Der Ackerboden der ganzen Gemarkung, das heißt das Land, welches schon unter dem Pflug war, wurde eingeteilt in Gewanne. (Gewann oder Gewand ist der Streifen Feldes von der einen zur nächsten Pflugwende, von einem Anwandel zum andern.) Jedes Gewann musste wieder in so viele Streifen unterteilt werden, wie Höfe oder freie Familien im Dorfe waren. Diese Parzellen nannte man Morgen, Joch oder Juchhart. Dann sorgte das Los für gerechte Verteilung. Und damit ein Hof nicht dauernd im Besitz eines besseren Bodens blieb, erfolgte von Zeit zu Zeit eine neue Aufteilung.“
Auch Wald, Wasser, Wiesen, Wege, Steinbrüche, Ödland blieben Gemeingut. „Die Gemengelage und das gemeinsame Recht an der Allmende bedingte den Flurzwang.“ 
Schon wegen fehlender Feldwege „mußte der letzte Tag bekannt sein, an dem der Pflug durch den Acker ziehen durfte“, mussten Aussaat und Ernte koordiniert werden, Heumahd und Kornschnitt. „Es mußte bestimmt werden, daß in den gleichen Gewannen gleiche Frucht angebaut wurde, was zur Dreifelderwirtschaft führte: Sommerfrucht, Winterfrucht, Brache.“ Alles andere hätte zu Schäden geführt, die das karge Auskommen gefährdet hätten.
Der Autor, der noch vor der allgemeinen Flurbereinigung wirkte, schrieb, dass man lange Zeit den Grundbesitz geschlossen gehalten habe. „Erst die Zeit, die Rodungsarbeit, welche neue Fluren schuf, die Erbteilung, das Aussterben und die Abwanderung von Geschlechtern führte zur heutigen Parzellierung.“ In der älteren Literatur wurde für die frühe Dorfgemeinschaft noch angenommen, dass es zu einer Ackerverlosung kommen würde.

## Gewannnamen
Die Gewannbezeichnungen lassen noch heute Rückschlüsse auf die frühere Nutzung, Lage oder Beschaffenheit des bezeichneten Gebietes zu (Beispiele: Am Galgenberg, Schöne Aussicht, Im Nassen Loch, Hirschwiese, Pfaffkinzig). Sie sind ein wesentlicher Teil der Flurnamenforschung, die sich darüber hinaus auch mit Namen etwa von Waldflächen oder bestimmten kleinräumigen geografischen Einheiten befasst, die nicht im engeren Sinne als Gewann angesprochen werden. In Süddeutschland gibt es in zahlreichen Orten Schriften, in denen die Flur- oder Gewannnamen verzeichnet und deren Bedeutung erklärt werden. So hat sich in Bayern ein eigener Verband etabliert, der sich um diesen Wissenschaftszweig kümmert.
Gewannnamen finden häufig noch Verwendung bei der Bezeichnung von Bebauungsplänen und vielfach werden Straßen in den Neubaugebieten nach den angrenzenden Gewannen benannt.

## Sonstiges
Auf Friedhöfen wird die Fläche bisweilen ebenfalls in Gewanne aufgeteilt, so beispielsweise auf dem Frankfurter Hauptfriedhof.

## Anmerkung
1. ↑  „Sondereigentum waren nur Haus und Hofstatt, das Allod; auch diese waren sippenmäßig gebunden, so daß die eigentliche Habe, über welche der einzelne nach freiem Gutdünken verfügen konnte, allein im Viehbesitz, dem Feod bestand.“ (E. Müller-Ettikon: Kadelburg, S. 22.).